# Bastilla binatang
Bastilla binatang là một loài bướm đêm thuộc họ Erebidae. Nó được tìm thấy ở Papua New Guinea.
Chiều dài cánh trước là 15–19 mm.
Ấu trùng ăn Phyllanthus lamprophyllus.